# Gare d'Arioka
La gare d'Arioka (有岡駅, Arioka-eki) est une gare ferroviaire japonaise de la ligne Sukumo (à voie unique et étroite 1 067 mm), située sur le territoire de la ville de Shimanto, dans la préfecture de Kōchi au sud de l'île Shikoku.
C'est une halte voyageurs de la Tosa Kuroshio Railway, desservie par des trains voyageurs.

## Situation ferroviaire
Établie à 8 mètres d'altitude et en aérien, la gare d'Arioka (TK43) est située au point kilométrique (PK) 11,6 de la ligne Sukumo (à voie unique et étroite 1 067 mm), entre les gares de Kunimi et de Kōgyō-Danchi.
Gare d'évitement, elle dispose d'une deuxième voie pour le croisement des trains.

## Histoire
La gare d'Arioka est mise en service le 1er octobre 1997, lors de l'ouverture à l'exploitation de la ligne Sukumo.

## Service des voyageurs

### Accueil
C'est une halte voyageurs de la Tosa Kuroshio Railway. Établie en hauteur, elle est accessible par un escalier et dispose de deux quais avec chacun un abri.

### Desserte
Arioka (TK42) est desservie par les trains Local de la ligne Tosa Kuroshio Sukumo qui circulent entre les gares de Nakamura et de Sukumo.

### Intermodalité
Un parc pour les vélos et un parking pour les véhicules y sont aménagés.